# Motströmsanalys
Motströmsanalys är en metod/angreppssätt för processutveckling där man utgår från det önskade resultatet och utifrån det identifierar vad som behöver ske i tidigare steg.
Metoden är enkel och intuitiv att förstå men kräver en viss disciplin för att fungera. Det vanligaste felet är, som vid alla typer av problemlösning, att man för börjar utforma lösningar innan man förstått vad som egentligen behöver lösas.

## Metodsteg
1. Beskriv det önskade resultatet
2. Beskriv arbetsgången/förloppet fram till det önskade resultatet
3. Fastställ det första steget i arbetsgången
4. Analysera förloppet motströms och identifiera vad som måste ske och fungera i varje steg för att resultatet ska bli det önskade

Det som är utmärkande för motströmsanalys är steg 4. Steg 1 till 3 förekommer i alla metoder för processutveckling.

## Exempel
En variant av motströmsanalys är när man vid utformning av fysiska produkter i design- och utvecklingsstadiet tar reda på, och i förlängningen tar hänsyn till, vad som krävs för t.ex. montering, demontering och återvinning. För just utveckling av fysiska produkter finns en lång rad metoder utvecklade såsom Design for Assembly och Design for Recycling.
När det gäller design generellt finns konceptet Design för alla. 

## Andra metoder
Det finns många metoder som liknar motströmsanalysen och som är mer kraftfulla såsom HACCP och Process-FMEA. Nackdelen med dessa är att de upplevs som för avancerade för små och icke akademiska organisationer. 
Vill man ha ett bredare angreppssätt på hur man ska agera finns metoden scenarioanalys.